# Drapetisca bicruris
Drapetisca bicruris là một loài nhện trong họ Linyphiidae.
Loài này thuộc chi Drapetisca. Drapetisca bicruris được Tu & Li miêu tả năm 2006.